# Di tích đập nước bằng gỗ thời Triệu

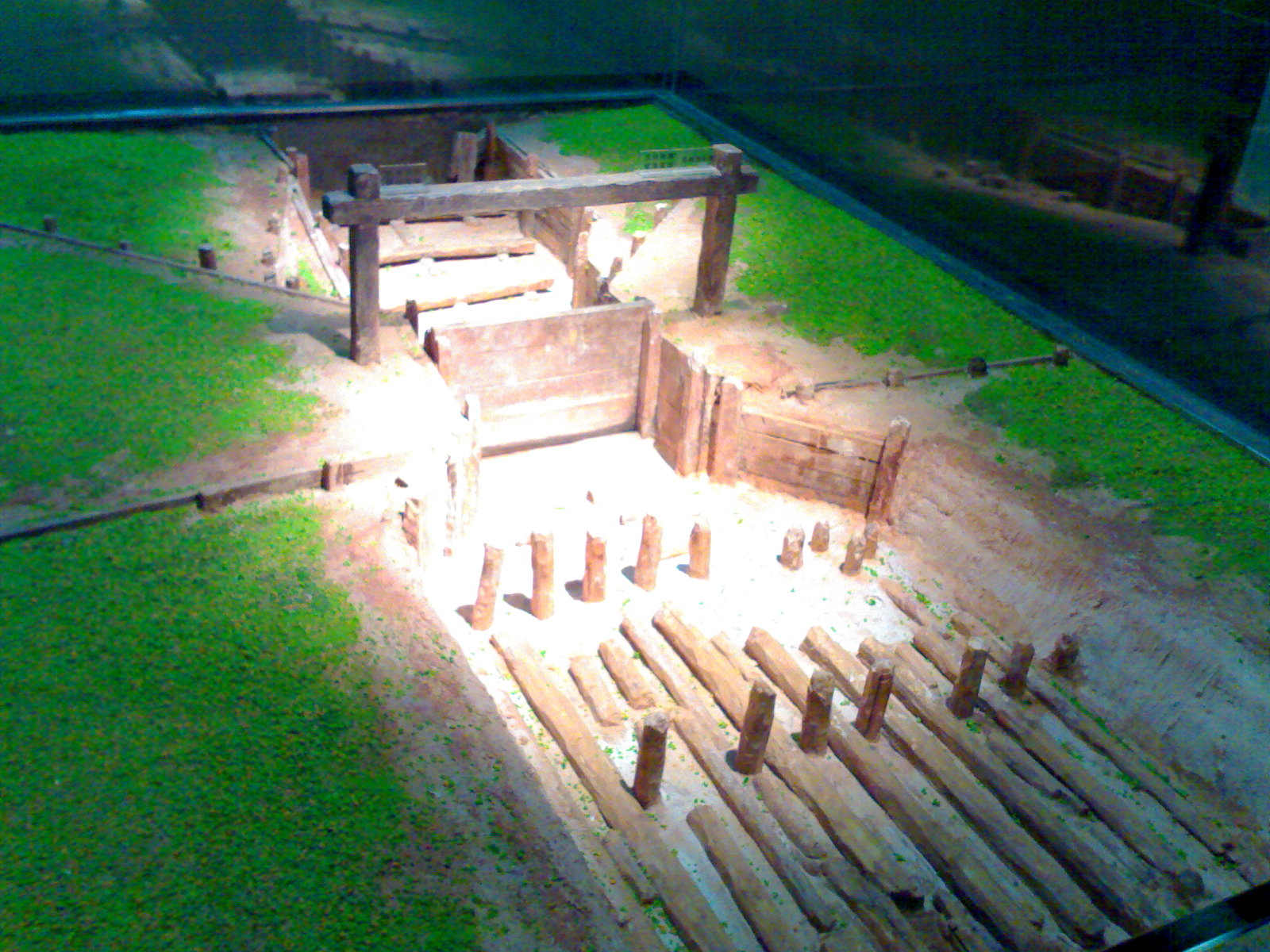
Mô hình đập nước bằng gỗ thời nhà Triệu nước Nam Việt

Di tích đập nước bằng gỗ thời Triệu nằm ở đường Tây Hồ giao với đường Huệ Phúc Đông tại thành phố Quảng Châu, tỉnh Quảng Đông, Trung Quốc.

## Hình ảnh các hiện vật

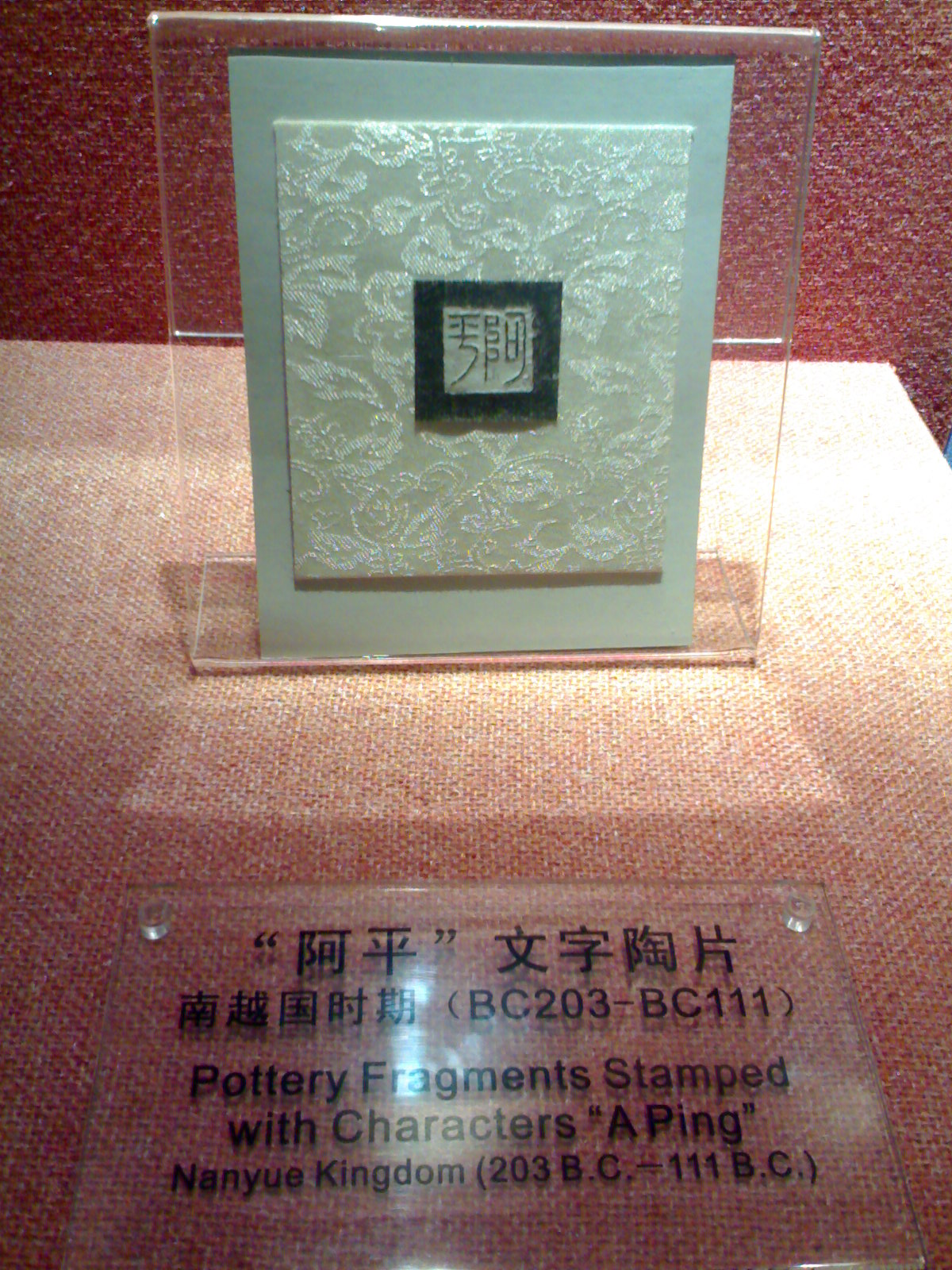
Mảnh gốm khắc chữ "A Bình" (阿平)
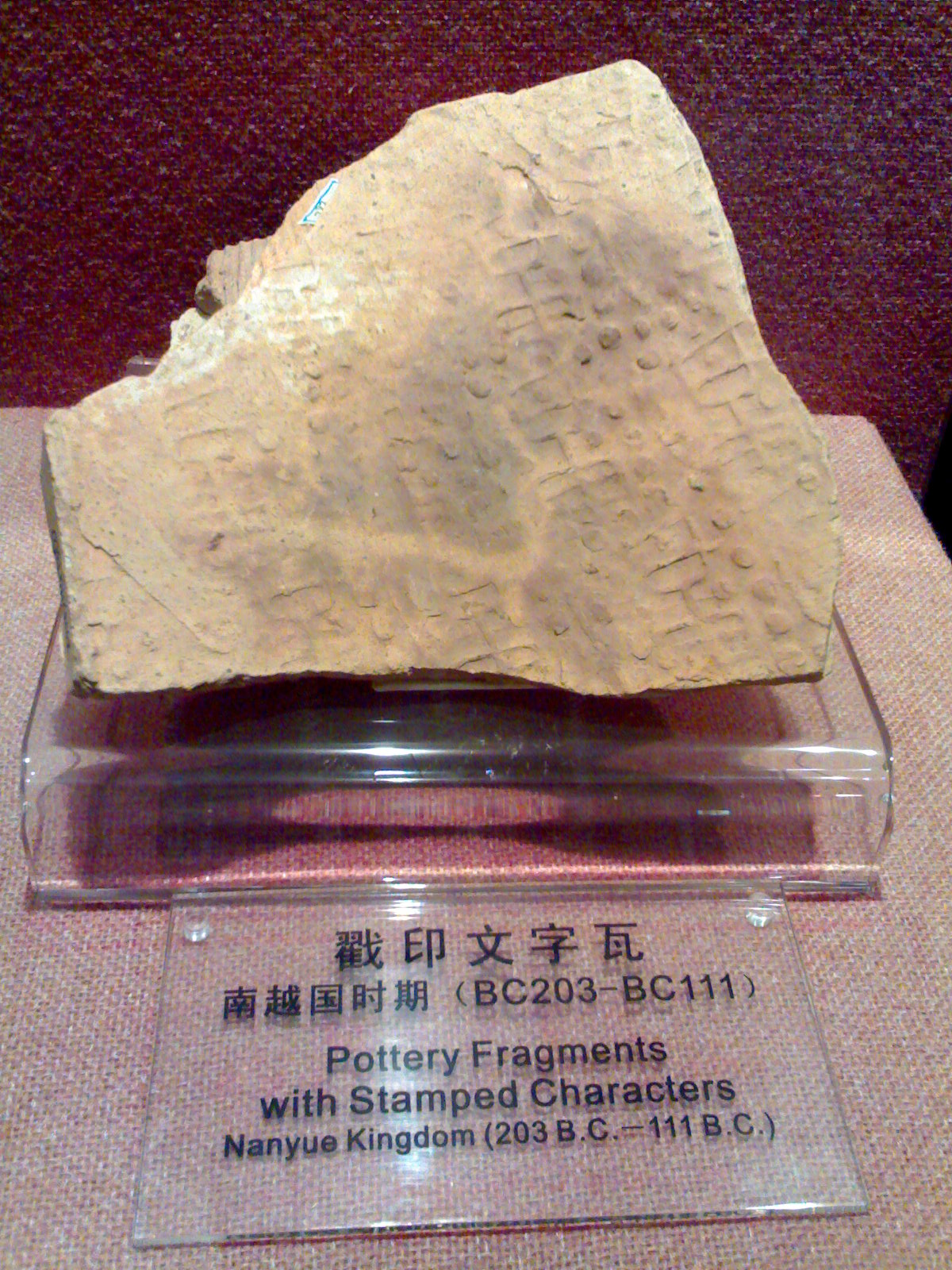
Miếng đất nung có khắc ký tự
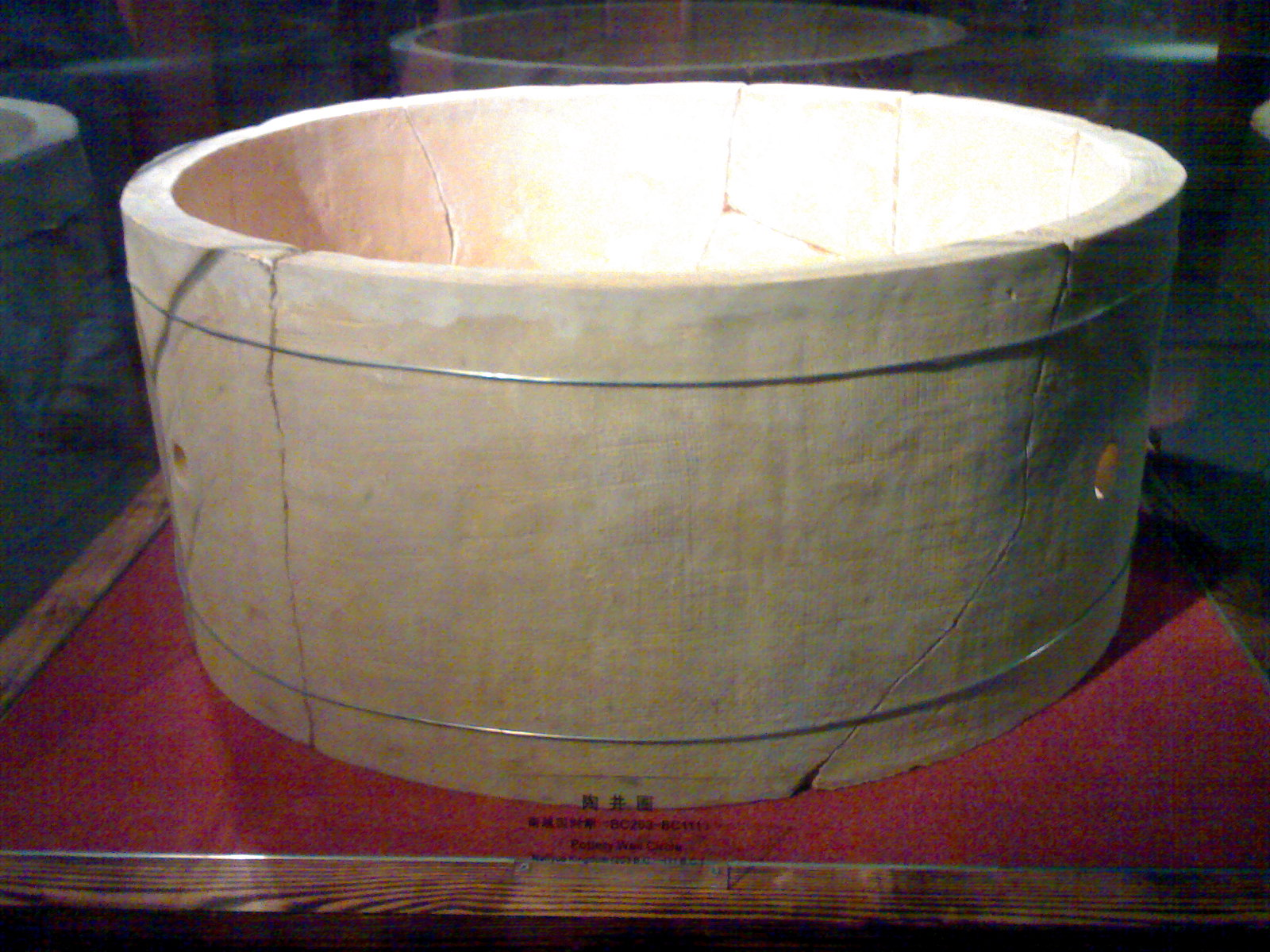
Bên ngoài chiếc giếng bằng gốm
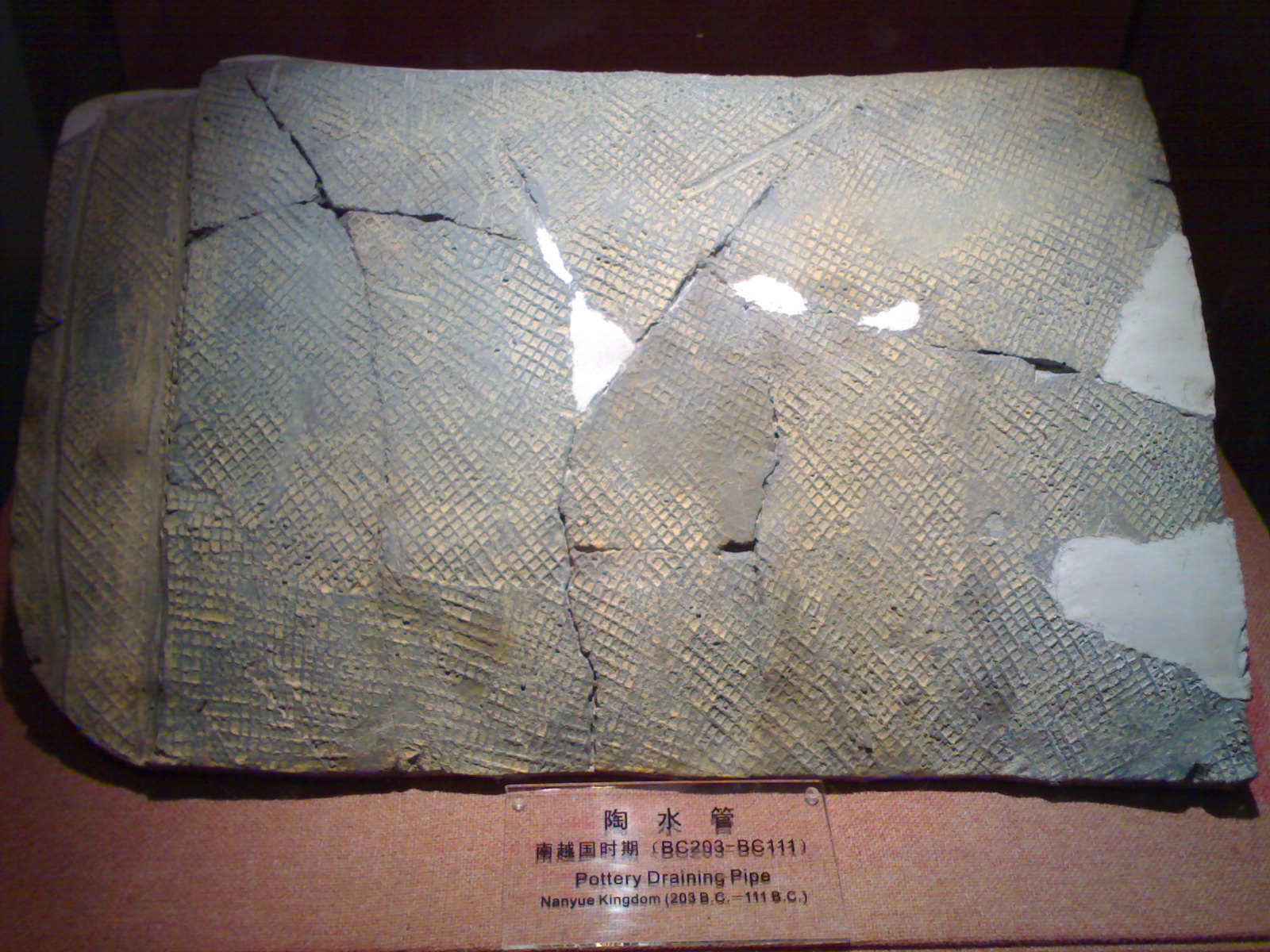
Ống nước bằng gốm